# 小行星4242
小行星4242（4242 Brecher）是一颗绕太阳运转的小行星，为主小行星带小行星。该小行星于1981年3月28日发现。

## 轨道参数
小行星4242的轨道半长轴为3.1237761 UA，离心率为0.141。